# Martin Weiss (cyclisme)
Pour les articles homonymes, voir Martin Weiss et Weiss.
Martin Weiss, né le 15 avril 1991, est un coureur cycliste autrichien.

## Biographie
Durant la saison 2014, il multiplie les places d'honneur en se classant 8e du Tour de Cologne, 2e du Grand Prix Industrie del Marmo, 5e du Circuito del Porto-Trofeo Arvedi, 4e du Grand Prix de Sarajevo, 3e du Burgenland Rundfahrt et 7e de Croatie-Slovénie avant de remporter la 5e étape du Tour du Frioul-Vénétie julienne.
Il met fin à sa carrière à l'issue de la saison 2016.

## Palmarès
- 2012[1]
  - 3e du Tour of Vojvodina I
  - 3e du Tour of Vojvodina II
- 2013
  - 2e du Tour d'Al Zubarah
- 2014
  - 5e étape du Tour du Frioul-Vénétie julienne
  - 2e du Grand Prix Industrie del Marmo
  - 3e du Tour du Burgenland
  - 3e du Tour d'Al Zubarah

## Classements mondiaux
| Année           | 2012 | 2013 | 2014 | 2015 |
| --------------- | ---- | ---- | ---- | ---- |
| UCI Asia Tour   | 61e  |      |      |      |
| UCI Europe Tour | 384e | 930e | 165e | 829e |